# یورگن هارتمن
یورگن هارتمن (انگلیسی: Jürgen Hartmann؛ زادهٔ ۲۷ اکتبر ۱۹۶۲) بازیکن فوتبال اهل آلمان است.
از باشگاه‌هایی که در آن بازی کرده‌است می‌توان به باشگاه فوتبال اشتوتگارت، باشگاه فوتبال هامبورگ، و باشگاه فوتبال بازل اشاره کرد.